# 馬爾塔納島

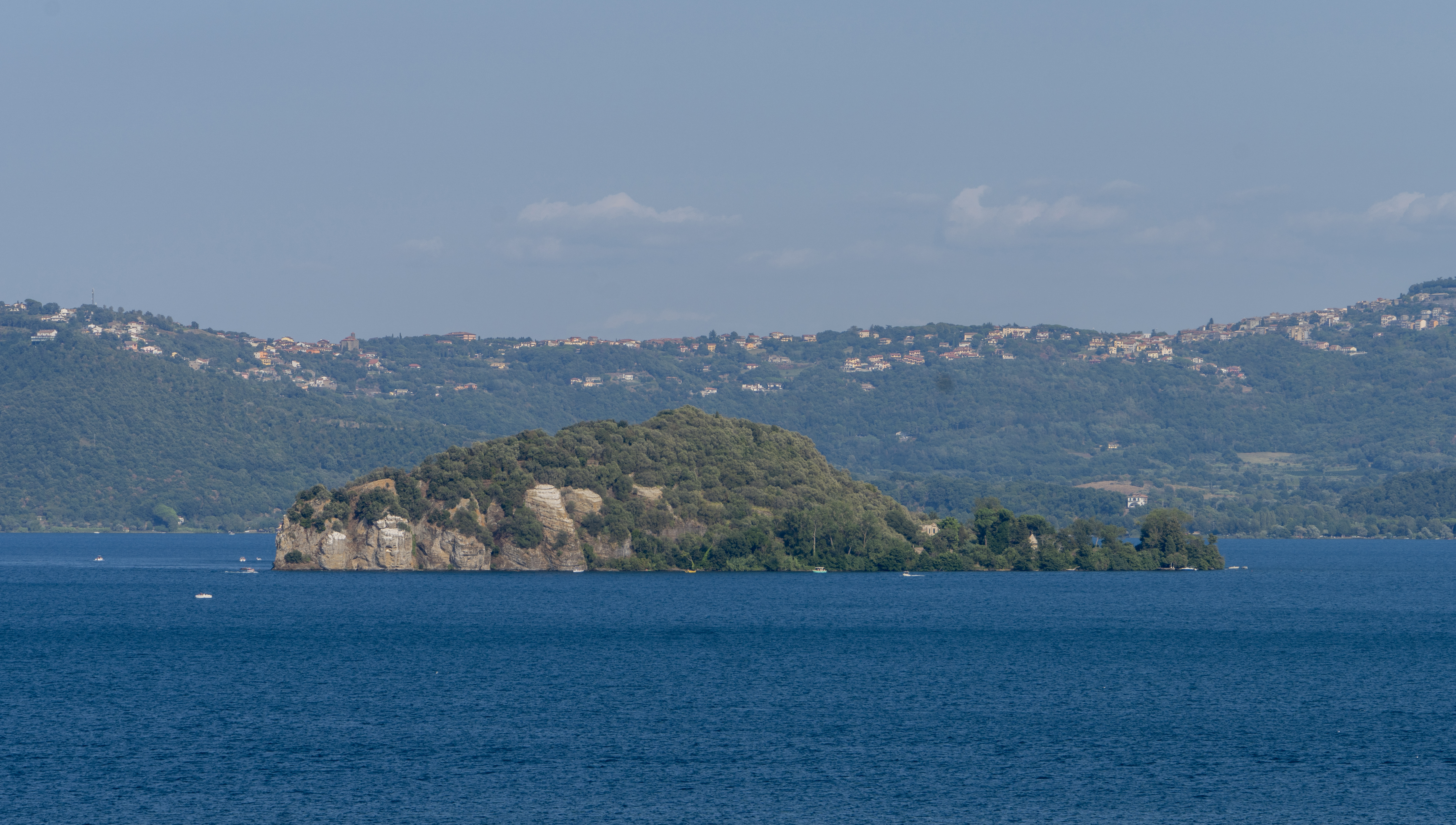

馬爾塔納島是意大利的島嶼，位於博賽納湖，由維泰博省負責管轄，長0.51公里、寬0.28公里，面積0.1平方公里，最高點海拔高度375米，島上無人居住。